# Pollenia trifascia
Pollenia trifascia este o specie de muște din genul Pollenia, familia Calliphoridae. A fost descrisă pentru prima dată de Walker în anul 1861. Conform Catalogue of Life specia Pollenia trifascia nu are subspecii cunoscute.